# Bambiraptor
Bambiraptor ("rövarbebis" eller "Bambis rövare") är ett släkte med små, fågelliknande dinosaurier som påträffats i närheten av Glacier National Park i delstaten Montana i USA, där den tros ha levt i slutet av Kritaperioden för omkring 75 miljoner år sedan. Släktet är känt från ett fossil av ett mycket välbevarat ungdjur, och dess stora likhet med flera sorter av moderna fåglar har gjort att den i media kallats "rosettestenen" bland fossiler i debatten att kartlägga fåglarnas ursprung och utveckling. Den har klassificerats som en dromaeosaurid, en familj med dinosaurier som under många år framförts som närbesläktade med fåglar.

## Upptäckt och namn
Det första fossilet av Bambiraptor (AMNH FR 30556) hittades av den då fjortonårige Wes Linster under sommaren 1994 då han var ute med sina föräldrar och letade efter fossil i Choteau. Han sökte sig högt upp bland klipporna, och vände på en sten och hittade en fossil käke med vassa tänder. Linster bestämde sig för att visa fyndet för sin mamma, eftersom han misstänkte att det kunde vara av intresse. Omkring 95 procent av Linsters fynd visade sig vara bevarat, och beskrevs av en grupp forskare år 2000. Det beskrevs i media som ett av de dittills mest övertygande bevisen för teorin att fåglar utvecklades ur små köttätande dinosaurier.
Det nya släktet och arten fick namnet Bambiraptor feinbergi (alternativt B. feinbergorum). Släktets namn är något omtvistat. Vissa källor anger att Bambi är inspirerat av sagofiguren Bambi (känd från Disneys film med samma namn från 1942). Det finns också en uppfattning om att Bambiraptor är en kombination av italienskans ord "bambino", som betyder bebis, och syftar på djurets ringa storlek, och raptor (vilket betyder "rövare" eller "tjuv"). Artnamnet feinbergi har sitt ursprung från de förmögna Ann och Michael Feinberg som fraktade och donerade fossilet till Graves Museum of Natural History i Florida.

## Beskrivning

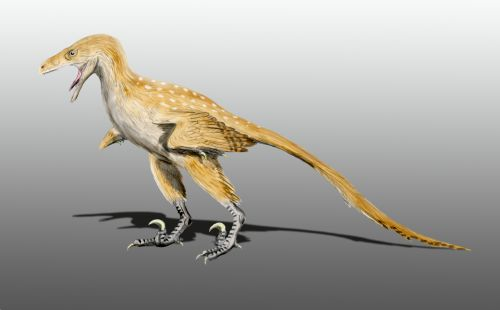
Konstnärlig rekonstruktion av hur Bambiraptor kan ha sett ut.

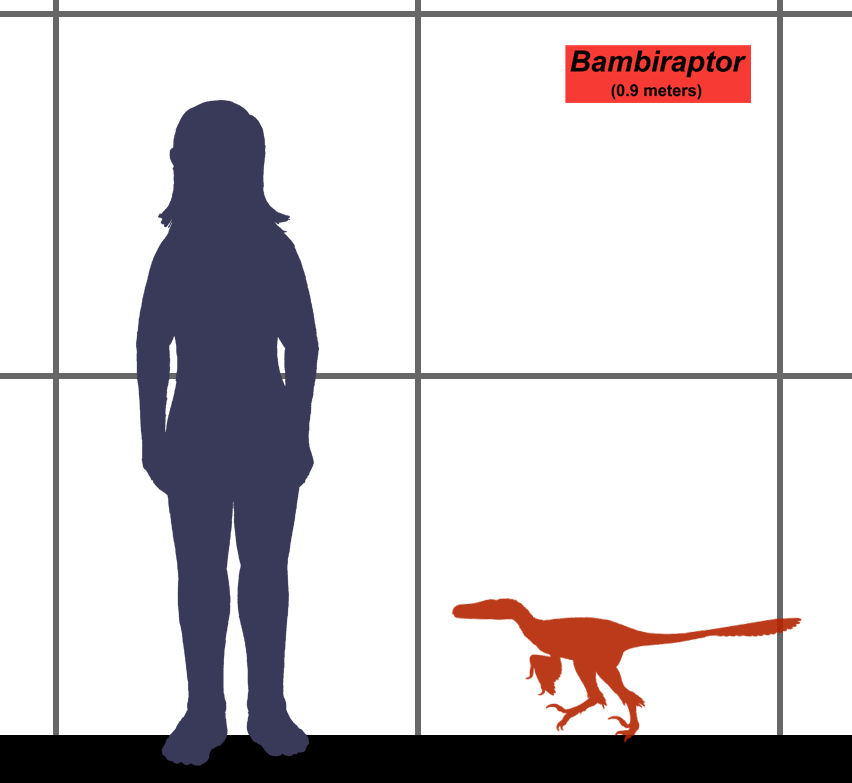
Bambiraptors storlek jämförd med en människas storlek.

Bambiraptor var liksom andra theropoder ett djur som gick på bakbenen och balanserade kroppen med sin långa, styva svans. Den verkar ha varit ganska liten; holotypen tros ha varit omkring 0,7–0,9 meter lång och ha vägt 2–3 kg. när den levde, men eftersom det tros röra sig om fossil efter ett ungdjur är det möjligt att den kunde ha blivit något större. Bambiraptor liknade andra dromaeosaurider på flera sätt; den hade smidig kropp med långa bakben och väldigt långa framben som kanske bar fjädrar och var utformade till fågelliknande vingar. Frambenen var mycket välutvecklade och hade långa, smidiga fingrar med delvis motställd tumme, och det är möjligt att Bambiraptor kunde utföra enhandsgrepp om föremål. Tå II på Bambiraptors vardera fot var extra smidig och uppfällbar, och hade en extra krökt klo som kan ha använts som vapen eller för att underlätta vid eventuell trädklättring. Bambiraptor hade liksom andra dromaeosaurider en (med dinosauriers mått mätt) relativt stor hjärna, och stora ögon, och det är troligt att synen var god, liksom luktsinnet. Bambiraptor hade smal nos och en mun fylld av små vassa tänder.

### Fjädrar och flygförmåga
Huruvida Bambiraptor verkligen hade fjädrar har inte ifrågasatts av forskare. Trots att man har hittat möjliga bevis för enkla, hårliknande fjädrar på fossilet finns det inte några bevis för konturfjädrar som hos fåglar. Under senare år har man dock hittat fossil av många nära släktingar till Bambiraptor som hade fjädrar. Bland dessa kan nämnas Velociraptor, Microraptor, Rahonavis och möjligtvis också Sinornithosaurus. Andra nära släktingar till Bambiraptor är Troodontidae, som också erhåller släkten som har fossila fjädrar bevarade (Anchiornis och Jinfengopteryx). Detta stärker möjligheten att Bambiraptor också hade fjädrar. Huruvida den kunde flyga vet man inte. Det har spekulerats i om Bambiraptors släkting Microraptor kunde använda sina långa fjädrar på bakbenen och frambenen till att glidflyga mellan träd, och några forskare tror till och med att släktet Rahonavis kan ha varit en bättre flygare än urfågeln Archaeopteryx. Vad som stöder tanken att Bambiraptor kunde flyga i någon utsträcknig är bland annat dess långa framben, som skulle ha kunnat fungera som vingar om de varit täckta med fjädrar.

## Morfologi och släktskap med fåglar
Bambiraptor har beskrivits som en av de mest fågellika av alla dinosaurier. Trots att den dateras till slutet av kritaperioden och således levde cirka 75 miljoner år efter de mest primitiva fåglarna har den spelat stor roll för forskarna i debatten om fåglars förmodade släktskap med dinosaurier. Liksom de allra flesta andra theropoder och även fåglar var Bambiraptors nyckelben sammanvuxna till så kallade gaffelben (furcula), vilka ger ett fäste för vingmuskler och gör att fåglar kan flaxa med sina vingar. Frågan kvarstår om Bambiraptor, tillsammans med andra dromaeosaurider, var en nära släkting till fåglarna eller rentav ingår i gruppen fåglar. Majoriteten av forskare tror att dromaeosauriderna är en familj med avancerade coelurosaurier och delar ett gemensamt ursprung med fåglarna. Andra forskare (Martin, 2004) anser att fåglar inte härstammar från dinosaurier, och att Dromaeosauridae, och i så fall även Bambiraptor, ingår i gruppen fåglar. Ruben (2010) hävdar dessutom efter studium av släktet Microraptor att dromaeosaurider egentligen är fåglar som förlorat flygförmågan, en teori som ett antal andra forskare också har föreslagit.